# 松浦清
松浦 清（まつら きよし）は、江戸時代中・後期の大名。肥前国平戸藩の第9代藩主。平戸藩世嗣だった松浦政信（第8代藩主・松浦誠信の三男）の長男。母は政信の側室・友子（母袋氏）。官位は従五位下。死後に贈従三位。幼名は英三郎。号は静山。この号を合わせ、一般には「松浦静山」の呼び名が通っている。
隠居後に執筆した江戸時代後期を代表する随筆集『甲子夜話』で著名である。大名ながら心形刀流剣術の達人であったことでも知られる。

## 経歴
清の父・政信は本来ならば誠信の跡を継ぐはずであったが、明和8年（1771年）8月に早世した。その長男ではあるが側室出生であった清は、それまで松浦姓を名乗れず松山姓を称していたが、同年10月27日に祖父・誠信の養嗣子となった。安永3年（1774年）4月18日、将軍徳川家治に御目見する。同年12月18日、従五位下・壱岐守に叙任する。安永4年（1775年）2月16日祖父の隠居により、家督を相続した。
誠信までの松浦家の当主のほとんどは二字名であったが、有職故実を重んじる清は、代々一字名を特徴としていた嵯峨源氏の先祖にあやかって再び一字に戻したのだという。なお、清以降、松浦家の名は現在の当主まで一字名で通されている。同年3月15日、藩主として初めて帰国する許可を得る。
清が藩主となった頃、平戸藩は財政窮乏のために藩政改革の必要に迫られていた。このため清は『財政法鑑』や『国用法典』を著わして、財政再建と藩政改革の方針と心構えを定めた。そして経費節減や行政組織の簡素化や効率化、農具・牛馬の貸与制度、身分にとらわれない有能な人材の登用などに務めている。
また、安永8年（1779年）、藩校・維新館を建設して人材の育成に努め、藩政改革の多くに成功を収めた。藩校の名称に関して幕府より「維新とはどういうことだ」と問責を受けたが、校名は変更していない。この校名の「維新」は『詩経』の一節に由来すると言われている。明治維新の「維新」と出典は同じであるが、清の正室の兄・松平信明は老中経験者でもあり、当時の社会情勢、平戸藩の状態からも、清に幕府転覆の意思があったとは考えにくい。
文化3年（1806年）、三男の熈に家督を譲って隠居し、以後は執筆活動に従事する。清は文学者としても秀でており、文政4年（1821年）11月の甲子の夜に執筆を開始したということで有名な、江戸時代を代表する随筆集『甲子夜話』（完本は平凡社東洋文庫、全20巻）や剣術書『剣談』（野村克也が座右の銘としていた「勝ちに不思議の勝ちあり。負けに不思議の負けなし」はこれが出典で、清本人の発言である。『常静子剣談』とも書かれる）など、多くの重要な著作を残している。
特に『甲子夜話』は正編100巻、続編100巻、三編78巻に及ぶ大規模なものであり、内容は田沼時代から寛政の改革期頃にかけての政治、諸大名や旗本、民衆の暮らしや風俗を知る上で貴重な史料となっている。なお、松平定信とは交友関係があったらしい。蘭学にも関心があったようで、静山が入手した地球儀が現在も松浦史料博物館に保管されている。一方で、史料博物館には戯作や黄表紙など卑俗な絵入り小説も多く含まれ、静山の多方面な関心が窺える。昭和初期の5度にわたる売立や人を介して間接的な競売で散逸したが、肉筆浮世絵を特に熱心に蒐集したらしく、多くの名品をコレクションしていた。現在、大和文華館所蔵の国宝「婦女遊楽図屏風」は静山が新たに購入し、この屏風の別名「松浦屏風」もこの事に由来する。他にも勝川春章筆「婦女風俗十二ヶ月図」（MOA美術館蔵、重要文化財）や「遊女と禿図」（東京国立博物館）、鳥文斎栄之筆「朝顔美人図」（千葉市美術館）などの優品が静山の旧蔵品として知られている。
天保12年（1841年）、82歳で死去した。
清は17男16女に恵まれた。そのうちの十一女・愛子は公家の中山忠能に嫁いで慶子を産み、この慶子が孝明天皇の典侍となって宮中に入り、明治天皇を産んでいる。よって清は明治天皇の曽祖父にあたる。

## 系譜
- 父：松浦政信（1735年 - 1771年）
- 母：友子 - 母袋氏
- 正室：靏年 - 松平信礼の娘
- 側室：外山松子、初浦 - 外山光時の娘
  - 三男：松浦熈（1791年 - 1867年）
- 側室：森氏
  - 十一女：園愛子（1817年 - 1906年）、千代姫、後に愛姫 - 園基茂の養女、中山忠能室
- 側室：安川氏
  - 女子：季子 - 園基茂室 - 中山愛子の姉
  - 女子：節 - 姉小路公遂室
  - 十男：滝川貞固
  - 十一男：浦上重義
- 生母不明の子女
  - 長男：松浦章
  - 次男：松浦武
  - 五男：松浦晧（1804年 - 1856年）
  - 六男：松浦瑞
  - 七男：松浦信苗
  - 八男：松浦信旭
  - 九男：松浦信元
  - 十二男：菅沼義陣
  - 十三男：菅沼縫之丞
  - 十四男：荻野大吉
  - 女子：伯 - 牧野貞為正室 - 後に永井直与継室
  - 女子：仲 - 松平斉厚正室
  - 女子：参子 - 瑞光院、樋口寿康室、のち黒田直候正室
  - 女子：阿部正粹正室 - 後に松平輝実正室
  - 女子：宮原義直室
  - 女子：機（1814年 - 1887年） - 今川義順室
  - 女子：稲垣長興正室
  - 女子：松浦信逸室
  - 女子：松浦重光室
  - 女子：米津田利正室